# Kringeltjärnen (Alfta socken, Hälsingland, 677167-150644)
Kringeltjärnen är en sjö i Ovanåkers kommun i Hälsingland och ingår i Testeboåns huvudavrinningsområde.